# Dainis Kūla

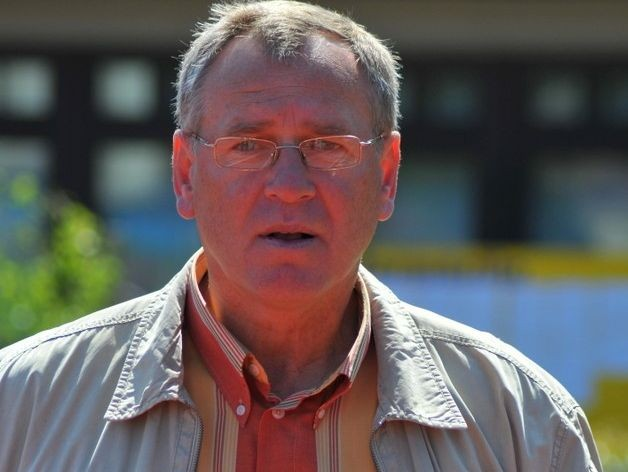
Dainis Kūla

Dainis Kūla, född den 28 april 1959 i Tukums i Lettiska SSR, är en lettisk före detta friidrottare som tävlade i spjutkastning för Sovjetunionen.
Kūlas främsta merit är guldet från olympiska sommarspelen 1980 i Moskva. Storfavorit till segern var den ungerske världsrekordhållaren Ferenc Paragis som året innan hade noterat ett nytt världsrekord. Det var även Paragis som hade kastat längst av alla i kvalet. Men väl i finalen misslyckades Paragis och slutade på tionde plats. Kūla var den enda i finalen som kastade längre än 90 meter med sina 91,20 från fjärde omgången som räckte till guldet. 
Vid VM 1983 blev han bronsmedaljör, slagen av östtysken Detlef Michel och världsrekordhållaren Tom Petranoff.

## Personliga rekord
- Spjutkastning – 73,18 från 1993 (med dagens spjut)